# Кастирага-Видардо
Кастирага-Видардо (итал. Castiraga Vidardo) — коммуна в Италии, располагается в регионе Ломбардия, подчиняется административному центру Лоди.
Население составляет 1633 человека, плотность населения составляет 327 чел./км². Занимает площадь 5 км². Почтовый индекс — 26866. Телефонный код — 0371.
Покровителем коммуны почитается святой архангел Михаил, празднование 29 сентября.